# 9838 Falz-Fein
9838 Falz-Fein là một tiểu hành tinh vành đai chính với chu kỳ quỹ đạo là 1889.1739209 ngày (5.17 năm).
Nó được phát hiện ngày 4 tháng 9 năm 1987.